# Ahafo Ano South
Ahafo Ano South är ett distrikt i Ghana.   Det ligger i regionen Ashantiregionen, i den centrala delen av landet, 250 km nordväst om huvudstaden Accra.